# سازگار
سازِگار (به انگلیسی: Adaptiv)، یک فناوری استتار فعال است که توسط (BAE Systems AB) برای محافظت از خودروهای نظامی در برابر تشخیص توسط دستگاه‌های دید در شب فروسرخ دور استفاده شده است و مخفی‌کاری فروسرخ را ارائه می‌دهد. این شامل مجموعه‌ای از صفحات شش ضلعی پِلتیِه است که می‌توانند به سرعت گرم و سرد شوند و هرگونه تصویر دلخواه مانند زمینه طبیعی یا یک شیء غیر هدف را ایجاد کنند. هدف آن توسعه خودروهای زمینی مخفی (Stealth ground vehicle) است.

## فناوری
در سال ۲۰۱۱، «BAE Systems» فناوری استتار فروسرخ ارتش (Military camouflage) سازگار خود را اعلام کرد و آن را به «صفحه تلویزیون حرارتی» تشبیه کرد. این سیستم حدود ۱۰۰۰ پانل شش‌ضلعی برای پوشش کناره‌های یک خودرو زره‌پوش رزمی مانند تانک یا نفربر استفاده می‌کند. دوربین‌های فروسرخ (Thermal imaging camera) به‌طور مداوم تصاویر حرارتی از محیط خودرو را جمع‌آوری می‌کنند. صفحات پِلتیِه به سرعت گرم و سرد می‌شوند تا با درجه حرارت پس‌زمینه، مانند جنگل یا یکی از اشیاء موجود در «کتابخانه سیستم پوشش گرمایی» مانند کامیون، خودرو یا سنگ بزرگ مطابقت داشته باشد. این سیستم قادر به جمع‌آوری و نمایش تصاویر حرارتی در حین حرکت خودرو است. نتیجه این است که وسیله نقلیه از طریق دستگاه‌های دید در شب تشخیص گرما (سیستم‌های دوربین آشکارساز فروسرخ) مخفی می‌ماند.
برای دیدگریزی، پانل‌ها می‌توانند یک تصویر فروسرخ از پس‌زمینه خودرو را نشان دهند. این می‌تواند با حرکت وسیله نقلیه به روز شود. برای محاکات، تصویری از یک شیء منتخب مانند یک ماشین می‌تواند از کتابخانه سازگار بازیابی شده و روی پس‌زمینه قرار گیرد. تصویر نشان می‌دهد که سازگار یک ماشین چهارچرخ محرک را با استفاده از بخشی از پانل تقلید می‌کند در حالی که بقیه پانل مخفی است و از زمینه طبیعی تقلید می‌کند. گفته می‌شود این فناوری محدوده تشخیص خودرو را به کمتر از ۵۰۰ متر کاهش می‌دهد.
پانل‌هایی که پیکسل‌های سازگار را تشکیل می‌دهند، شش‌ضلعی با عرض ۵٫۵ اینچ (۱۴ سانتی‌متر) هستند. آنها ستبر هستند و به زره وسیله نقلیه‌ای که آنها را حمل می‌کند کمک می‌کنند. این سیستم به اپراتور خود اجازه می‌دهد تا یک تصویر حرارتی را از وسیله نقلیه یا جسم دیگر برای نمایش «بگیرد».
سازگار توسط «BAE Systems AB» در انشلدسویک، سوئد توسعه یافت، در ابتدا برای خودرو جنگی پیاده‌نظام (Combat Vehicle 90) توسعه داده شد. این شرکت نسخه سبک‌تری را توسعه داده است که روی بالگرد آزمایش شده است. نسخه کشتی‌ها در اصل می‌تواند از صفحات بزرگتر استفاده کند. یک سیستم تا حدودی مشابه در ابتدا توسط شرکت اسرائیلی Eltics در سال ۲۰۱۰ ساخته شد.